# Kirsten Heiberg

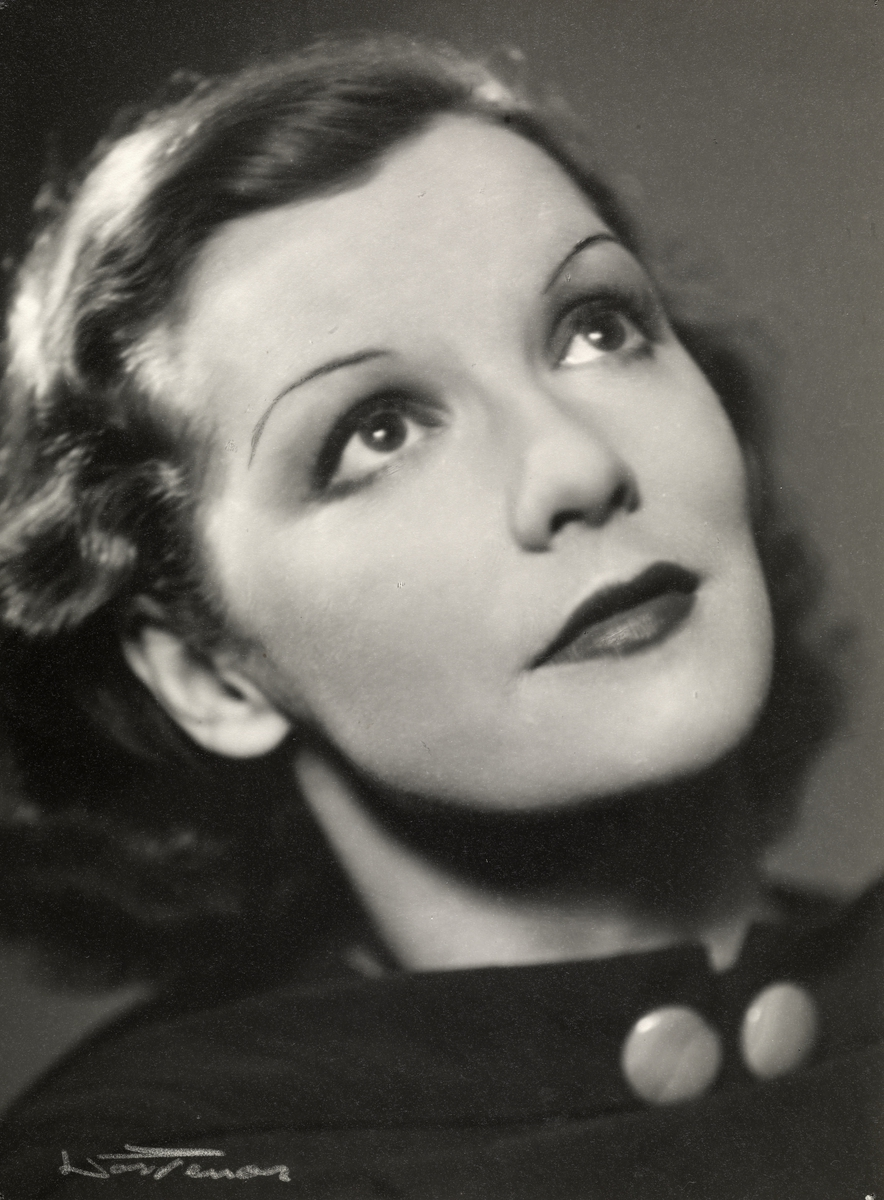
Kirsten Heiberg, 1930er Jahre

Kirsten Heiberg (* 25. April 1907 in Kragerø, Norwegen; † 2. März 1976 in Oslo) war eine norwegische Sängerin und Schauspielerin. Sie war ein UFA-Star und Femme fatale des deutschen Films im Dritten Reich.

## Leben
Kirsten Heiberg wuchs in einem künstlerisch orientierten, bürgerlichen Elternhaus auf. Nach dem Besuch von Schulen und Internaten in Lausanne, Dijon und Paris ging sie zum Studium nach Großbritannien, um in Oxford Englisch zu studieren. Nach dem Wunsch ihres Vaters sollte sie eine Ausbildung erhalten, damit sie sich ihren eigenen Lebensunterhalt verdienen konnte. Anstatt in seiner Holzfabrik zu arbeiten, zog sie es vor, Schauspielerin zu werden. Da Norwegen zu dieser Zeit keine Schauspielerakademie hatte, fing Kirsten Heiberg an, mit anderen Schauspielern am Nationaltheatret in Oslo „zu lesen“, was meint, den Beruf zu erlernen.
Heiberg debütierte am 17. Dezember 1929 in Bergen am Theater Den Nationale Scene. Es folgten zahlreiche Engagements in Bergen und Oslo. 1937 ging sie nach Wien, um dort in der Revueoperette Pam-Pam am Theater an der Wien die Hauptrolle zu spielen. Ursprünglich sollte sie die Rolle von Zarah Leander in dem Stück Axel an der Himmelstür übernehmen, was sie jedoch ablehnte. In Wien lernte sie den Komponisten Franz Grothe, der das Stück besuchte, kennen. Nach Ende ihres Engagements im Theater an der Wien ging sie im Dezember 1937 mit Grothe nach Berlin. Das Paar heiratete am 30. Mai 1938 in Oslo. Grothe war seit 1933 Mitglied der NSDAP.
Nachdem sie bereits 1934 in ihrer norwegischen Heimat in Syndere i sommersol vor der Kamera gestanden hatte, folgten zwei weitere norwegische und drei schwedische Filme. 1938 stellte Grothe sie Curt Goetz vor, der sie für die Rolle der Fifi in seinem Film Napoleon ist an allem schuld engagierte. Ihr Auftritt mit dem Lied Warum hat der Napoleon … war der Beginn ihrer Film- und Schallplattenkarriere in Deutschland.
Von der UFA wurde sie zur „erotischen Botschafterin des hohen Nordens“ aufgebaut. Ihre Rolle in dem Film Frauen für Golden Hill (1938 mit Viktor Staal) geriet zum Musterbeispiel des raffinierten Divenauftritts. Es folgten 1939 Alarm auf Station III mit Gustav Fröhlich und Der Singende Tor (eine deutsch-italienische Koproduktion mit Beniamino Gigli – in Italien La casa lontana). Als rassige „Femme fatale“ trat sie in Abenteuer- und Spionagefilmen auf und sang sich als Chansonnière vor allem mit Filmliedern ihres Ehemanns Franz Grothe in die Herzen der Zuschauer. Ihr dunkles Timbre und ihre erotische Ausstrahlung verliehen ihrem Vortrag einen besonderen Reiz. In den Propagandafilmen Achtung! Feind hört mit! (1940), Falschmünzer (1940) und Die goldene Spinne (1943) riss sie als verführerischer „Engel noir“ die Männer ins Verderben.
Vom 1. April 1939 an war sie Mitglied der Kameradschaft der Deutschen Künstler (KddK), einer Organisation, die für die Verbreitung nationalsozialistischer Kunst zuständig und vom „Reichsbühnenbildner“ und SS-Mitglied Benno von Arent gegründet worden war. Heiberg war auch in der Wehrmachts-Truppenbetreuung sehr aktiv. Sie reiste, besonders im Jahr 1941, durch Deutschland und auch ins Ausland, um die Truppen zu unterhalten.
Kirsten Heiberg war nie Parteimitglied. Nach dem Krieg behauptete Heiberg, dass sie sich geweigert hätte, in die Partei einzutreten, ihren Unmut über die Besetzung ihrer norwegischen Heimat geäußert und aus diesem Grund zwei Jahre Auftrittsverbot erhalten habe. Es konnten jedoch bisher keine Dokumente in deutschen oder norwegischen Archiven gefunden werden, die diese Behauptungen stützen. Vielmehr ist Heibergs Name von 1940 an, als sie Mitglied der Reichsfilmkammer wurde, bis 1945 auf den Lohnlisten der deutschen Filmindustrie zu finden. Sie stand 1944 in der Gottbegnadeten-Liste des Reichsministeriums für Volksaufklärung und Propaganda.
1943 spielte sie Hauptrollen sowohl in dem Revuefilm Liebespremiere als auch in Titanic. Nach ihrer Mitwirkung in Philharmoniker hatte sie in Die Schwarze Robe (1944) und Eines Tages (1945) ausdrucksstarke Auftritte (in letzterem auch musikalischer Art mit Ich steh’ allein), verlor den Helden (jeweils Richard Häussler) aber an die deutscher wirkenden Heldinnen Magda Schneider bzw. Lotte Koch. Ihr letzter Film Rätsel der Nacht (1945) war bei Ende des Zweiten Weltkriegs zwar abgedreht, aber noch ungeschnitten. Er wurde 1950 nur in Ost-Berlin aufgeführt.
Im Februar 1945 reisten Kirsten Heiberg und Franz Grothe zu Dreharbeiten nach Radstadt in den Hohen Tauern in Österreich. Im Zuge des Zusammenbruchs reist das Paar im April über München nach Murnau, wo es den Einmarsch der Amerikaner am 29. April 1945 erlebt. Nach einem vermutlich bis Sommer 1946 gültigen Auftrittsverbot, während dessen sie mit ihrem Mann und anderen Künstlern vor amerikanischen Truppen auftritt und durch die Westzonen tingelnd vor Publikum singt, kann sie aufgrund ihrer Entnazifizierung spätestens ab Herbst 1946 wieder offiziell auftreten und arbeiten.  Ende 1946 Kriegsende arbeitete sie als Synchronsprecher in Tenningen bei Freiburg und lieh in der deutschen Fassung des Spielfilms Martin Roumagnac Marlene Dietrich ihre Stimme. Im Jahr 1948 wirkte Heiberg in einer großen Revue in Hamburg mit. Nach dem Krieg drehte sie noch drei Filme in Deutschland: Amico (1949), Hafenmelodie (1949) und Opfer des Herzen / Furioso (1950).
Nachdem ihre Ehe mit Franz Grothe in die Brüche gegangen war, kehrte Heiberg 1951 in ihr Heimatland zurück, bekam dort aber aufgrund ihrer  Kollaboration mit Nazi-Deutschland keine Filmangebote mehr. Sie erhielt jedoch eine Anstellung als Schauspielerin am Trøndelag Teater in Trondheim, wo sie mit großem Erfolg eine Vielzahl von Rollen spielte, sowohl in modernen Komödien als auch in klassischen Stücken von Shakespeare und Ibsen. 1960 zog sie nach Oslo, wo sie ihre Karriere fortsetzen wollte. Sie wurde dort jedoch boykottiert und erhielt von 1960 bis zu ihrem Tod 1976 insgesamt nur fünf kleinere Rollen.
1954 kehrte sie für ihren Auftritt in dem Film Bei Dir war es immer so schön ein letztes Mal nach Deutschland zurück. Im Vorfeld war vertraglich vereinbart worden, dass dieser Film nicht in Norwegen gezeigt werden solle. Der Film kam aber schon ein paar Wochen nach der Deutschlandpremiere auch in norwegische Kinos. Kirsten Heiberg sang darin das Chanson So oder so ist das Leben; dessen letzten Worte („ich habe es nie bereut“) brachten ihr bei ihren Landsleuten erneut eine negative Presse ein. Danach trat sie nur noch einmal vor die Kamera: 1966 spielte sie eine kleine Nebenrolle in der norwegischen Produktion Broder Gabrielsen.
Im Jahr 2008 wurde im Rahmen des Filmfestivals in Haugesund ein Theatermonolog über ihr Leben aufgeführt. 2014 publizierte der Autor Björn-Erik Hanssen mit Glamour for Goebbels eine Biographie über Kirsten Heiberg, die viele unbewiesene und falsche Behauptungen aneinanderreiht. Im Juni 2019 gab es aus Anlass des 110. Geburtstags von Franz Grothe in seinem ehemaligen Wohnort Bad Wiessee eine Veranstaltung mit Grothes Werken und Gesprächen mit Zeitzeugen und seinen Biographen, auf der auch das Leben und Wirken Heibergs beleuchtet wurde.

## Filmografie
- 1934: Sangen om Rondane (Norwegen)
- 1934: Syndere i sommersol (Norwegen)
- 1935: Du har lovet mig en kone! (Norwegen)
- 1936: Han, hon och pengarna (Schweden)
- 1937: Ryska snuvan (Schweden)
- 1937: O, en så’n natt! (Schweden)
- 1938: Napoleon ist an allem schuld
- 1938: Frauen für Golden Hill
- 1938: Geheimzeichen LB 17 (nur Singstimme)
- 1939: Der Trichter (Nr. III) (Synchronstimme)
- 1939: La casa lontana (italienische Fassung von Der singende Tor)
- 1939: Der singende Tor
- 1939: Alarm auf Station III
- 1940: Achtung! Feind hört mit!
- 1940: Falschmünzer
- 1942/44: Philharmoniker
- 1943: Liebespremiere
- 1943: Titanic
- 1943: Die goldene Spinne
- 1944: Die schwarze Robe
- 1945: Rätsel der Nacht
- 1945: Eines Tages
- 1949: Amico
- 1949: Hafenmelodie
- 1950: Furioso
- 1954: Bei Dir war es immer so schön
- 1966: Broder Gabrielsen (Norwegen)
- 1975: Eiszeit (Deutschland/Norwegen)

## Diskografie (Auswahl)
- Abends am Klavier, 1937 (Duett mit Fritz Spielmann)
- Unsichtbare Tränen, 1937
- Wie der Schnee vom vergangenen Jahr, 1937
- Frag nicht nach der Vergangenheit, 1937
- Warum hat der Napoleon, 1938
- Ich bin wie ich bin, 1938
- Schließ deine Augen und träume
- Zeig der Welt nicht dein Herz, 1938
- Auf den Flügeln bunter Träume, 1938
- Ganz leise, 1938
- Mein lieber Freund, sie sind heut eingeladen, 1939
- Ja und nein, 1939
- Schenk mir 24 Stunden Liebe, 1939
- Wallonisches Volkslied, 1940
- Ich liebe alle Männer, 1940
- Wenn ein junger Mann kommt, 1940
- Für eine Stunde Leidenschaft, 1942
- Serenade vom Rattenfänger, 1942
- Komm, Zauber der Nacht, 1943
- Ich bin heut frei, meine Herren, 1943
- Mein Herz liegt gefangen in deiner Hand, 1943
- Ich steh’ allein’, 1945
- Es bleibt doch unter uns, 1945
- Didi Song, 1949
- Das Lied von den ausfahrenden Schiffen, 1949
- Die Moritat vom verlorenen Sohn, 1949
- Valse bleue in Moll, 1950
- Komm, Zigeuner nimm die Geige, 1950
- So oder so ist das Leben, 1954

## Erhältliche CDs
- Erfolge 1937–1943, fpr music 2005
- Syngende Skuespillere (Singende Schauspieler), 2009, NOMCD3043 – zwei Lieder von Heibergs einziger norwegischer Schellackplatte

## Erhältliche Filme/DVDs
- Titanic
- Napoleon ist an allem schuld (Edition Filmmuseum, München)
- Hafenmelodie (Edel, 2016)